# Interval (topografija)
Interval je horizontalno razmicanje između dvije osnovne susjedne izohipse na topografskoj karti. Za razliku od ekvidistance, interval nema konstantnu vrijednost na cijeloj karti.
Vrijednost intervala ovisi o inklinaciji prikazanog terena. Što je inklinacija terena veći, interval će biti manji. Izohipse će na tom dijelu karte biti zgusnute, što je glavni pokazatelj da je teren strmog pada. Za razliku od toga, na dijelu terena gdje je inklinacija manja, interval će imati veću vrijednost. Izohipse su na tom dijelu terena razrijeđenije, što ukazuje na to da padine prikazane kartom imaju blaži pad.